# Assamanura besucheti
 (novembre 2019).
Genre
Espèce
Assamanura besucheti, unique représentant du genre Assamanura, est une espèce de collemboles de la famille des Neanuridae.

## Distribution
Cette espèce est endémique du Meghalaya en Inde.

## Publication originale
- Cassagnau, 1980 : Sur le genre Assamanura n. g. du nord-est de l'Inde et sur la lignee uchidanurienne (Collemboles). Travaux du Laboratoire d'Écobiologie des Arthropodes Édaphiques Toulouse, vol. 2, no 3, p. 1-7.